# Mikael Bratbost
Karl Mikael Bratbost, född 3 mars 1861 i Österdalen i Norge, död 1 augusti 1904 i Stockholm, var en norsk operasångare (tenor) verksam i Sverige.
Bratbost var skarpskytt i norska gardet 1882–1883. Han kommenderades 1882 till Stockholm, där han vid en uppvisning i norska gardets kasern 1883 genom sin tenorröst väckte sådan uppmärksamhet hos kung Oscar II, att denne på egen bekostnad lät honom studera sång. Han studerade för Ivar Hallström och Arvid Ödmann i Stockholm och för Enrico Delle Sedie i Paris. Bratbost debuterade som "Ruodi" i Wilhelm Tell och engagerades vid operan i Stockholm 1886–1887 och från 1893, samt hos August Lindbergs, operahus i Göteborg 1891–1893. Han gjorde roller som Oberon, Tonio i Regementets dotter, Turrido i På Sicilien, Tannhäuser, Pajazzo och Siegmund.